# Dilia Díaz Cisneros
Dilia Elena Díaz Cisneros (1 tháng 6 năm 1925 – 10 tháng 7 năm 2017) là một giáo viên và nhà thơ người Venezuela sinh ra ở El Hatillo, Miranda và kết hôn với Victor Guillermo Ramos Rangel vào năm 1947. Bà là người sáng lập trường công lập "Bogotá", "Los Jardines "và" Caracciolo Parra León "ở Caracas. Díaz Cisneros đã qua đời vì nguyên nhân tự nhiên ở tuổi 92 ở Caracas.